# 何塞·曼努埃尔·阿瓦斯卡尔
何塞·曼努埃尔·阿瓦斯卡尔（西班牙語：José Manuel Abascal，1958年3月17日—），西班牙男子田径运动员。他曾代表西班牙参加1980年和1984年夏季奥林匹克运动会田径比赛，其中1984年奥运会获得一枚铜牌。